# جيمس وود (لاعب كريكت)
جيمس وود (26 يونيو 1933 - 30 يونيو 1977)  (بالإنجليزية: James Wood)‏ هو لاعب كريكت بريطاني.